# علعل
العُلْعُل أو العُلْعُلَة أو العَلْعَال أو القبرة الشرقية الكبيرة (الاسم العلمي: Melanocorypha  calandra) هو طائر من جنس القنابر (فصيلة: Alaudidae).